# Hieracium aequaliceps
Hieracium aequaliceps es una especie de planta con flor del género Hieracium, de la familia Asteraceae, orden Asterales.

## Distribución
Hieracium aequaliceps se distribuye por Noruega y Rusia noreuropea.

## Taxonomía
Fue descrita científicamente por Norrl. Fue publicada en Acta Soc. Fauna Fl. Fenn. 26(7): 32 (1904).